# Anthoni
Anthoni Spier Souza (Canela, 23 gennaio 2002) è un calciatore brasiliano, portiere dell'Internacional.

## Carriera
Cresciuto nel settore giovanile dell'Internacional, ha debuttato in prima squadra il 21 gennaio 2024 nell'incontro del Campionato Gaúcho vinto 1-0 contro l'Avenida. Il 29 agosto seguente, ha esordito anche in Série A contro il Cruzeiro.

## Statistiche

### Presenze e reti nei club
Statistiche aggiornate al 19 aprile 2025.
| Stagione        | Squadra         | Campionato      | Campionato | Campionato | Coppe nazionali | Coppe nazionali | Coppe nazionali | Coppe continentali | Coppe continentali | Coppe continentali | Altre coppe | Altre coppe | Altre coppe | Totale | Totale | Totale |
| Stagione        | Squadra         | Comp            | Pres       | Reti       | Comp            | Pres            | Reti            | Comp               | Pres               | Reti               | Comp        | Pres        | Reti        | Pres   | Reti   |        |
| --------------- | --------------- | --------------- | ---------- | ---------- | --------------- | --------------- | --------------- | ------------------ | ------------------ | ------------------ | ----------- | ----------- | ----------- | ------ | ------ | ------ |
| 2024            | Internacional   | PD/RS+A         | 13+4       | -7,-3      | CB              | 4               | -3              | CS                 | 0                  | 0                  | -           | -           | -           | 21     | -13    |        |
| 2025            | Internacional   | PD/RS+A         | 12+5       | -6,-3      | CB              | 0               | 0               | CL                 | 2                  | -1                 | -           | -           | -           | 19     | -10    |        |
| Totale carriera | Totale carriera | Totale carriera | 32         | -19        |                 | 4               | -3              |                    | 2                  | -1                 |             | -           | -           | 38     | -23    |        |

## Palmarès

### Club

#### Competizioni statali
- Campionato Gaúcho: 1

Internacional: 2015